# Fox Lake Hills, Illinois
Fox Lake Hills là một nơi ấn định cho điều tra dân số thuộc quận Lake, tiểu bang Illinois, Hoa Kỳ. Năm 2010, dân số của nơi ấn định cho điều tra dân số này là 2591 người.

## Dân số
Dân số qua các năm:
- Năm 2000: 2561 người.
- Năm 2010: 2591 người.